# 버티 더 브레인

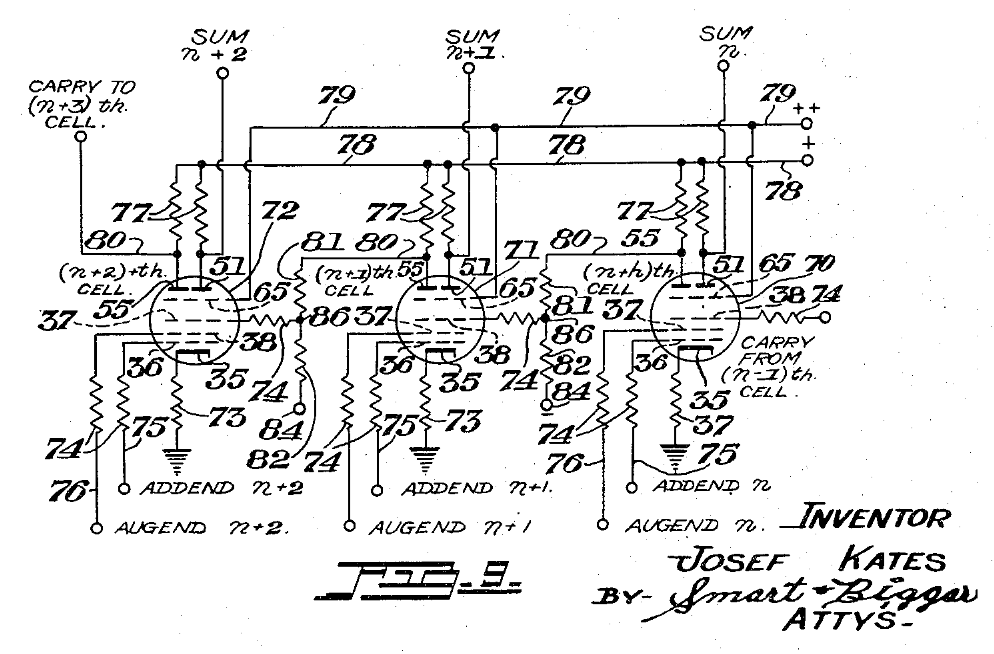

《버티 더 브레인》(Bertie the Brain)은 초기 컴퓨터 게임이었으며 비디오 게임의 초기 역사에서 개발된 최초의 게임들 가운데 하나였다. 1950년 캐나다 내셔널 박람회를 위해 요셉 케이츠(Josef Kates)가 토론토에서 개발하였다. 4미터 크기의 컴퓨터는 인공지능에 대항하여 박람회 참석자들이 틱택토 게임을 즐길 수 있게 하였다.

## 역사
《버티 더 브레인》은 요셉 케이츠 박사가 1950년 캐나다 내셔널 박람회를 위해 개발한 틱택토 컴퓨터 게임이었다. 케이츠는 이전에 제2차 세계 대전 중 레이더관을 설계하고 개발하는 로저스 마제스틱에서 일했다가, 전후에 로저스 마제스틱에서 일을 하는 동시에 토론토 대학교의 컴퓨팅 센터에서 대학원 연구를 추구했다. 와중에 그곳에서 세계 최초로 동작하는 컴퓨터들 가운데 하나인 UTEC(University of Toronto Electronic Computer)의 개발을 도왔다. 또, 애디트론 튜브(additron tube)라는 이름의 자신만의 미니어처 버전의 진공관을 설계하기도 했으며 1951년 3월 20일에 라디오 일렉트로닉스 텔레비전 제조업체 협회와 함께 타입 6047으로 등록하였다.
애디트론 튜브의 특허 신청 이후 로저스 마제스틱은 케이츠가 잠재적 구매자에게 이 관을 공개적으로 보여줄만한 장치를 개발하게끔 이끌었다. 케이츠는 로저스 마제스틱 출신의 엔지니어들의 도움을 받아 특수한 컴퓨터를 설계하였다.
이 커다란 4미터 높이의 금속 컴퓨터는 틱택토만 플레이가 가능했고 1950년 8월 25일부터 1950년 9월 9일까지 캐나다 내셔널 박람회의 엔지니어링 빌디에 설치되었다.
"버티 더 브레인"이라는 이름 및 "로저스 마제스틱의 전기적 기이함"(The Electronic Wonder by Rogers Majestic)이라는 부제의 애디트론 기반 컴퓨터는 2주 박람회에 성공적이었으며 참석자들은 이 게임을 플레이할 수 있었다. 코미디언 대니 케이는 라이프 잡지에서 이 기계와 싸우는 장면의 사진으로 실렸다.